# Молодий Карузо
«Молодий Карузо» («Enrico Caruso, leggenda di una voce») — італійський кінофільм 1951 року, знятий режисером Джакомо Джентіломо.

## Сюжет
Біографія співака Енріко Карузо, знята за романом Френка Тісса «Неаполітанська легенда». Після смерті матері Енріко починає заробляти на життя, виступаючи на церковних святах. Попри очевидний природний дар, спочатку молодого неаполітанця затягує проза життя. Служба в армії, потім продаж муки, адже треба на щось жити. Але слава про голос Енріко вже почала поширюватись. Партію з опер виконує Маріо Дель Монако.

## У ролях
- Ерманно Ранді: Енріко Карузо
- Джина Лоллобриджида: Стелла
- Карлетто Спозіто: Джованні Пальма
- Джино Сальтамеренда: Калларо
- Мауріціо Ді Нардо: Енріко Карузо в дитинстві
- Чіро Скафа: Луїджі Ґреґоріо Пробосхіде
- Ламберто Пікассо: Маестро Верджіне
- Неріо Бернарді: Франческо Цуккі
- Франка Тамантіні: сопрано Каррагі
- Гаетано Верна: батько Карузо
- Марія Таснаді: мати Карузо
- Джан Паоло Росміно: Гоффредо
- Елена Сангро: пані Тівальді

## Знімальна група
- Режисер: Джакомо Джентіломо
- Сценарій: Джакомо Джентіломо, Малено Маленотті, Фульвіо Пальм'єрі, П'єро П'єротті, Джованна Соріа
- Оператор: Тіно Сантоні
- Композитор: Карло Франчі
- Художники: Альберто Боччанті, Умберто Бонетті
- Монтаж: Ельза Дуббіні
- Костюми: Марія де Маттейс
- Грим: П'єро Мекаччі